# Lucas Romero
Lucas Daniel Romero (* 18. April 1994 in Loma Hermosa, Partido Tres de Febrero) ist ein argentinischer Fußballspieler. Der Rechtsfüßer spielt auf der Position eines Mittelfeldspielers.

## Karriere

### Verein
Romero erhielt seine fußballerische Ausbildung bei CA Vélez Sársfield in Buenos Aires. Hier schaffte er 2012 als Achtzehnjähriger den Aufstieg in den Profikader. Mit diesem konnte der Spieler gleich in seiner ersten Saison die Inicial gewinnen, sowie das Superfinal und die Supercopa Argentina. Anfang Februar 2016 wechselte der Spieler dann zum Cruzeiro EC nach Brasilien. Bei Cruzeiro erhielt er einen Kontrakt bis Ende 2021. Cruzeiro erwarb 50 % der Transferrechte an Romero. Der Vertrag sieht vor, dass Cruzeiro für eine Million Reais weitere 10 % der Rechte erhält, wenn Romero mindestens 40 Spiele mit einer Einsatzzeit vom mind. 30 Minuten in einer Saison bestreitet. In den Jahren 2016 und 2017 bestritt er jeweils 39 Spiele. In der Saison 2018 bestritt er bis zum 24. Oktober 2018 ebenfalls 39 Spiele.
Anfang August 2019 ging Romero zurück in seine Heimat, wo er beim CA Independiente einen neuen Vertrag erhielt. Die Ablösesumme betrug 19 Millionen Real. Von diesen erhielt Cruzeiro 11,4 Millionen und Velez Sársfield 7,6 Millionen.
Ende Dezember 2022 wurde Romeros Wechsel zum Club León bekannt und im Januar 2024 seine Rückkehr nach Brasilien zu Cruzeiro. In dem Jahr erreichte man das Finale der Copa Sudamericana 2024. Hier musste sein Klub sich mit 3:1 Racing Club de Avellaneda aus seiner Heimat geschlagen geben. Im Zuge des Turniers stand er in zwölf von 13 möglichen Spielen auf dem Platz (ein Tor).

### Nationalmannschaft
2013 erhielt der Spieler eine Berufung zur U-20-Fußball-Südamerikameisterschaft. Er bestritt dort alle vier Spiele. Bei den Olympischen Spielen 2016 in Rio de Janeiro gehört Romero zum argentinischen Aufgebot.

## Erfolge
Vélez Sársfield
- Argentinien Meister Inicial: 2012/13
- Argentinien Superfinal: 2012/13
- Supercopa Argentina: 2013

Cruzeiro
- Copa do Brasil: 2017, 2018
- Staatsmeisterschaft von Minas Gerais: 2018, 2019